# Sárosi erdőispánság
A sárosi erdőispánság királyi udvarbirtok, vadászterület volt a 12. század második felétől a Tarca és Tapoly folyó vidékén, amit erdőóvó–ardó szolgálónépek laktak. A szomszédos Újvár határvármegye őröket helyezett a területére és kiépítette itt is a várföldek és várnépek szervezetét.  Az erdőispánság felbomlása után így az erdőispánság területe Újvár vármegye része lett.
A tatárjárás után megindult az önállósódás útján, ekkor felépül Sáros vára (Nagysáros).  1261-ben említik először, mint önálló ispánságot, vármegyét, s ezután már sárosi várföldekről is beszélnek.  A 13. század végére kialakul Sáros vármegye, mint nemesi vármegye, ami 1323-ig az egri püspökség abaúji főesperességének része, amikor is létrejött a megyét önállóan magában foglaló tárcafői főesperesség.  A területre a szepesi préposton keresztül az esztergomi érsekség is igényt tartott, de 1336-ban lemondott róla.